# Pierangelo Avanzi
Pierangelo Avanzi (Mantova, 9 luglio 1966) è un ex calciatore italiano, di ruolo centrocampista.

## Carriera
Cresce calcisticamente nel Mantova dove gioca per tre anni in Serie C2 ed uno in Serie C1.
Nel 1987 passa alla Cremonese, con la quale dopo due stagioni in Serie B ottiene la promozione. Nel campionato 1989-1990 quindi Avanzi è in Serie A, ma vi milita per un solo anno, nel quale ottiene 23 presenze. Al termine del campionato la squadra grigiorossa retrocede.
Viene ceduto al Brescia, dove giocò due gare di Coppa Italia, e poi al Taranto, sempre in Serie B.
Seguono alcuni campionati avari di soddisfazioni in C1 con Barletta e Messina.
Nel 1994, ventottenne, ritorna a Mantova, sua città, dove la squadra nel frattempo è retrocessa nelle categorie dilettantistiche.  Con i colori biancorossi colleziona altre 128 gare di campionato, che, sommate a quelle giocate all'inizio della carriera, gli consentono di essere il quinto giocatore più presente di sempre nel club virgiliano con 233 partite complessive. Avanzi contribuisce a risollevare le sorti della squadra, che con 2 promozioni in 3 anni riesce a ritornare in Serie C2.
Chiude la carriera nel 2001 nel Suzzara.
Nel 2002 comincia l'attività di allenatore nelle giovanili del Mantova (esordienti), senza raggiungere risultati apprezzabili.

## Palmarès

### Club

#### Competizioni regionali
- Eccellenza Emilia-Romagna: 1

Mantova: 1994-1995

#### Competizioni nazionali
- Campionato Nazionale Dilettanti: 1

Mantova: 1996-1997